# Cytochrom f
Cytochrom f – jest największą podjednostką kompleksu cytochromów b6f (reduktaza plastochinol – plastocyjanina ; [EC 1.10.99.1]) o masie 19 kDa. Cytochrom f znajduje się po wewnętrznej stronie błony tylakoidu a cześć cytochromu wystająca z błony jest miejscem wiązania ruchliwego przenośnika elektronów – plastocyjaniny.
Hem jest związany pomiędzy dwoma krótkimi helisami w N-końcu cytochromu f. Druga helisa posiada sekwencje zbliżona do cytochromu c, Cys-Xaa-Xaa-Cys-His, która jest związana kowalencyjnie z cząsteczką hemu wiązaniem tioestrowym dwóch reszt cysteinowych. Piąty atom żelaza hemu połączony jest przez histydynę a szósty przez grupę α-aminową tyrozyny z N-końca polipeptydu.
Cytochrom f posiada wewnętrzną sieć cząsteczek wody. Przypuszcza się, że sieć ta może służyć do przenoszenia protonów.